# 노란 집 (1989년 영화)
"노란집"은 1989년에 개봉한 대한민국의 영화이다.

## 캐스팅
- 이진선
- 천은경
- 민복기
- 윤정아
- 김국현
- 남포동
- 신충식
- 남수정
- 길달호
- 강대강
- 민다영
- 염태성
- 강희정
- 한은주
- 박경선
- 이영신
- 박예숙
- 김경란
- 김신명
- 정영국
- 이정경
- 이지연
- 오혜진
- 이형초
- 박만규
- 하흥원
- 박창희
- 한광호
- 홍성의
- 김대림
- 조태봉
- 임동문
- 오재성
- 임구성
- 허근호
- 황정승